# 體外受精

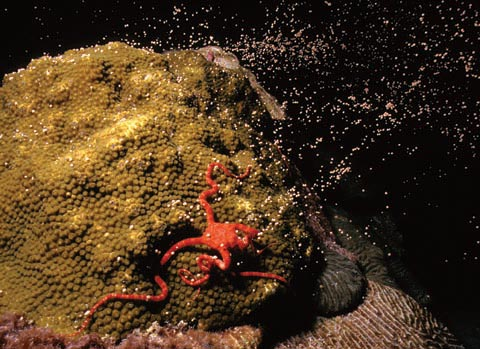
珊瑚在繁殖時會同時釋放放精子和卵子，圖為石珊瑚目的一種

體外受精（英語：External fertilization）是一種精子與卵子在雌性生物體外結合產生配子的一種受精方式。在這種受精形式下，精子可利用在水中運動的能力，游向卵子並與其結合。
以此方式繁殖的動物多為水棲或兩棲動物，包括：
- 櫛水母類（櫛水母）
- 刺胞動物類（珊瑚、水螅、水母）
- 多孔動物類（海綿）
- 紐形動物類（紐蟲）
- 星蟲動物類（星蟲、沙蟲）
- 螠蟲動物類（螠蟲）
- 棘皮動物類（海星、海膽、海參、海百合等）
- 部分軟體動物（棲息於水中者）
- 部分腕足動物（多毛綱）
- 部分環節動物（多板綱、雙殼綱）
- 部分脊索動物（硬骨魚、部分蛙類）
- 海馬